# Isidore Verheyden

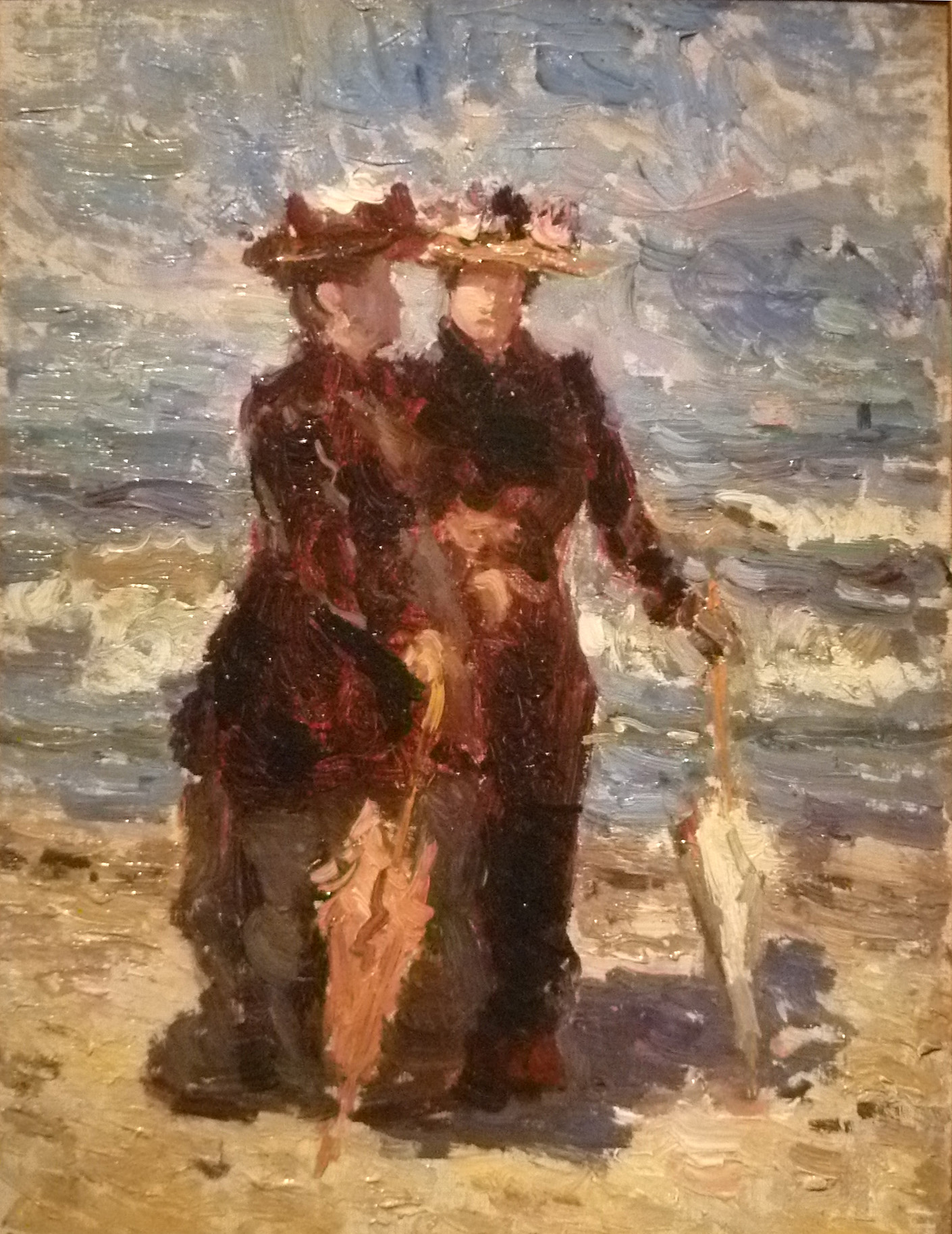
Due signore sulla spiaggia

Isidore Verheyden (Anversa, 24 gennaio 1846 – Ixelles, 1º novembre 1905) è stato un pittore belga.

## Biografia
Figlio d'arte, il suo primo insegnante all'Accademia reale di belle arti di Bruxelles fu Joseph Quinaux e nel 1866 entrò nello studio di Jean-François Portaels. Entrò a contatto con la corrente pittorica "realista" e divenne membro del Gruppo dei XX, dal 1884 al 1886.

Dipinse scene popolari e contadinesche, con largo uso di forti timbri di colore, come Pellegrinaggio in Campìne (Museo reale di belle arti di Anversa) e Vecchi stigliatori in Campìne (Museo d'arte vallone di Liegi).
 Fece il ritratto al pittore ed incisore belga Henri Meunier (Museo reale delle belle arti del Belgio a Bruxelles), di cui subì l'influsso. Espose in patria e all'estero e ottenne premi a Filadelfia e all'Esposizione universale di Parigi del 1889. Eseguì un ritratto al re Leopoldo II del Belgio.

Isidore Verheyden era parente di due artisti nati in Belgioː era al tempo stesso lo zio e il suocero del pittore Jean Vanden Eeckhoudt (per il matrimonio fra cugini), ed era nonno della pittrice Zoum Walter. Quest'ultima racconta i funerali di Isidore Verheyden, nel suo libro di ricordi Pour Sylvie.
Sua allieva all'Accademia fu la pittrice Sonia Abeloos.

## Altri musei che posseggono sue opere
- Alost, Museo Comunale
- Bruxelles, Museo Charlier
- Bruxelles, Banca Dexia
- Museo comunale di belle arti di Ixelles
- Genk, Museo Émile Van Doren
- Museo di belle arti (Gand)
- Lovanio, Museo
- Ostenda, Museo ZEE
- Mons, Museo di belle arti
- Tirlemont, Museo comunale Het Toreke

## Galleria d'immagini

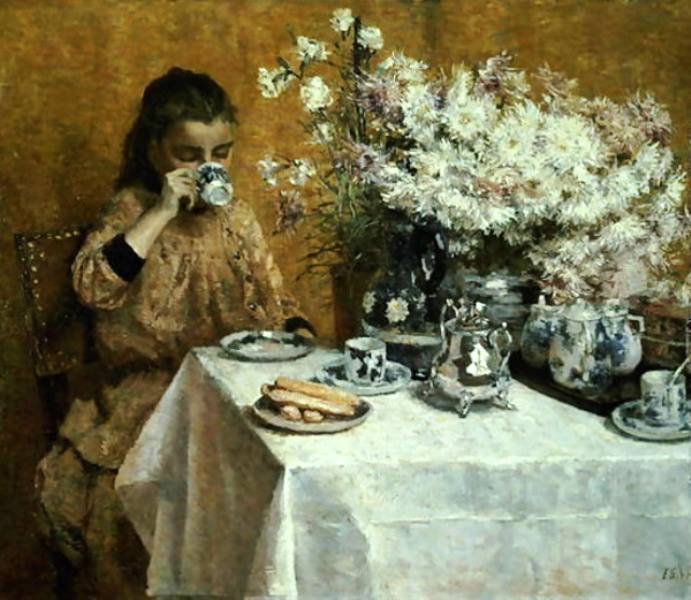
Tè del pomeriggio
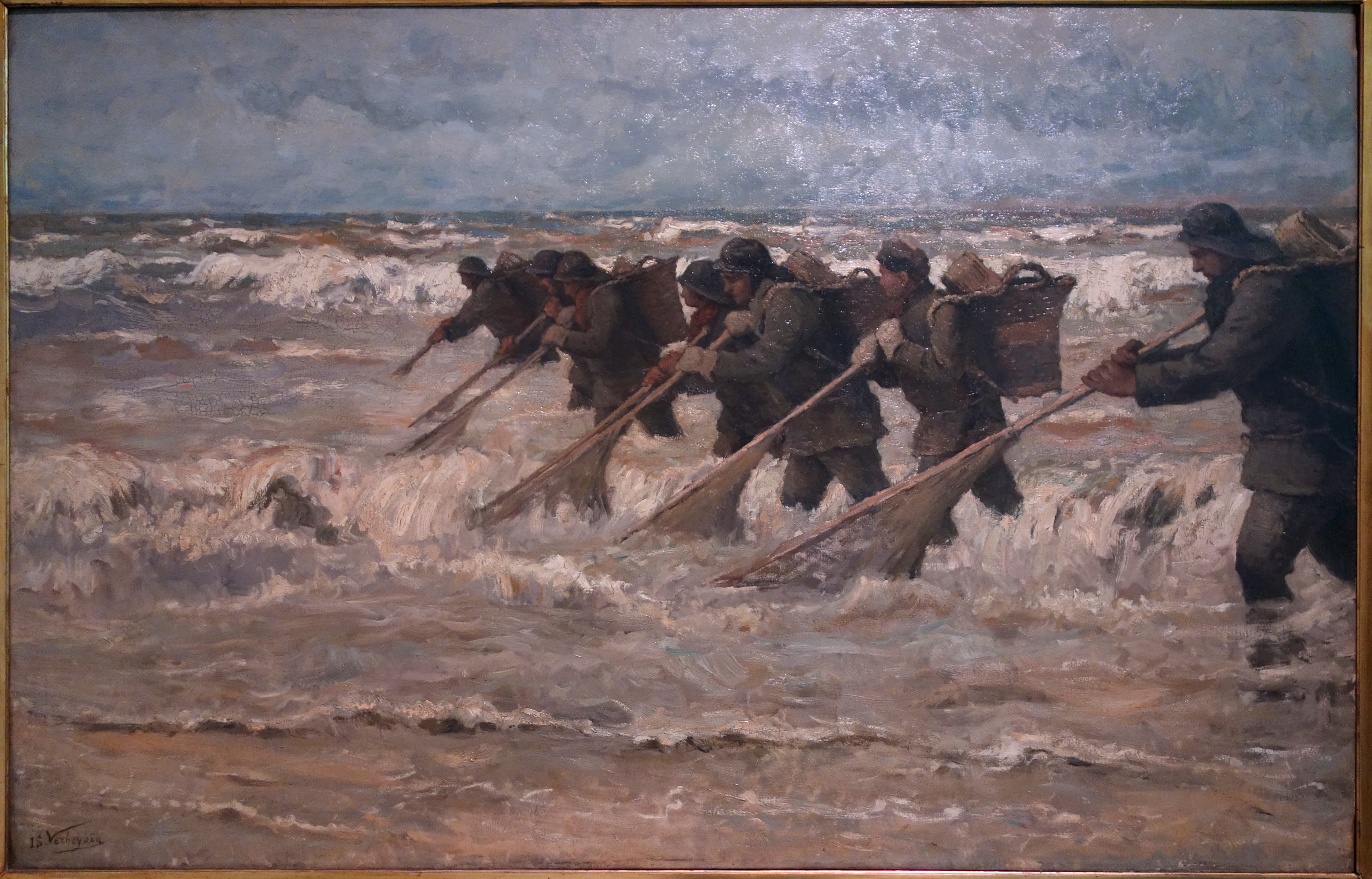
Pescatori di gamberi
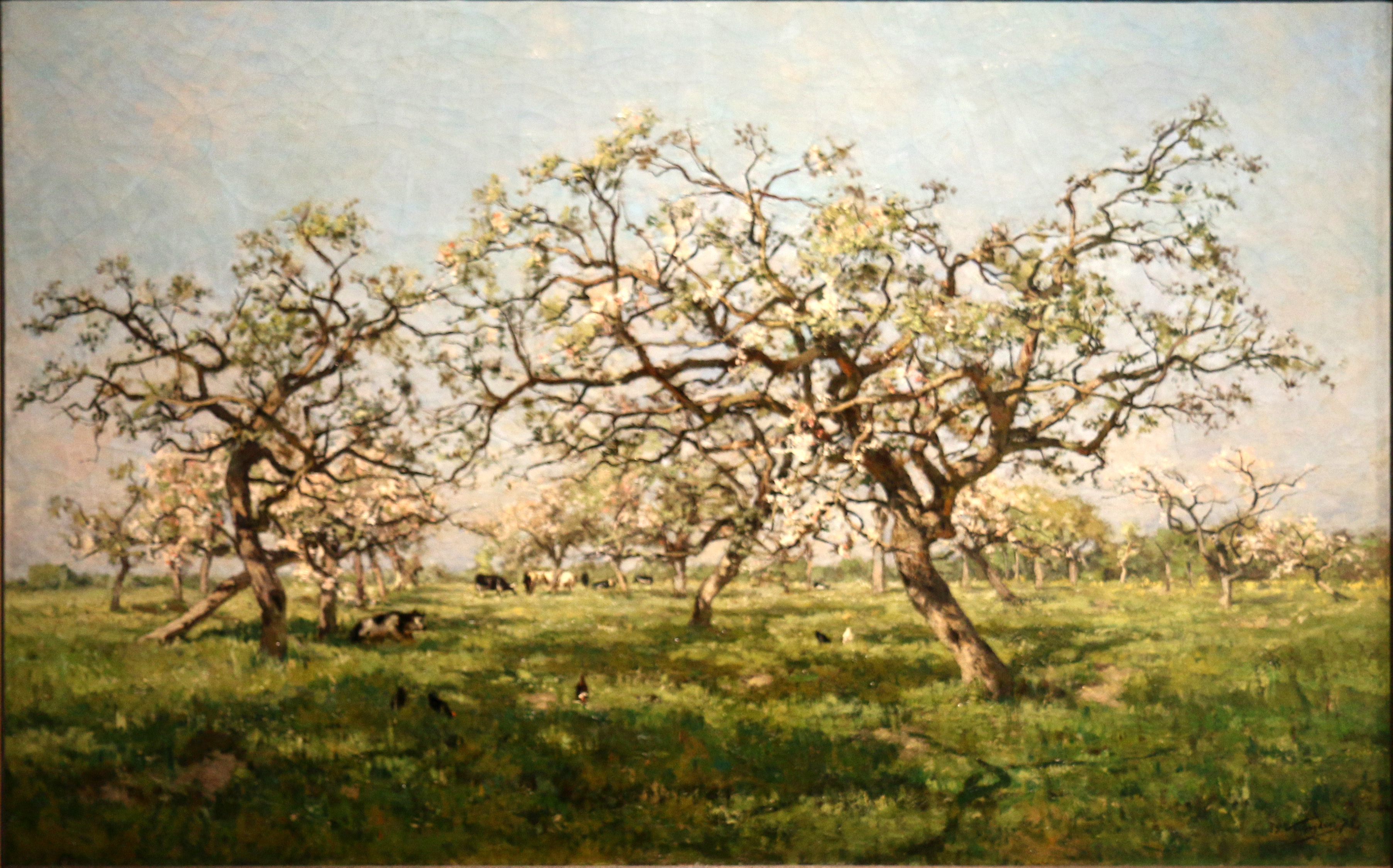
Frutteto in primavera
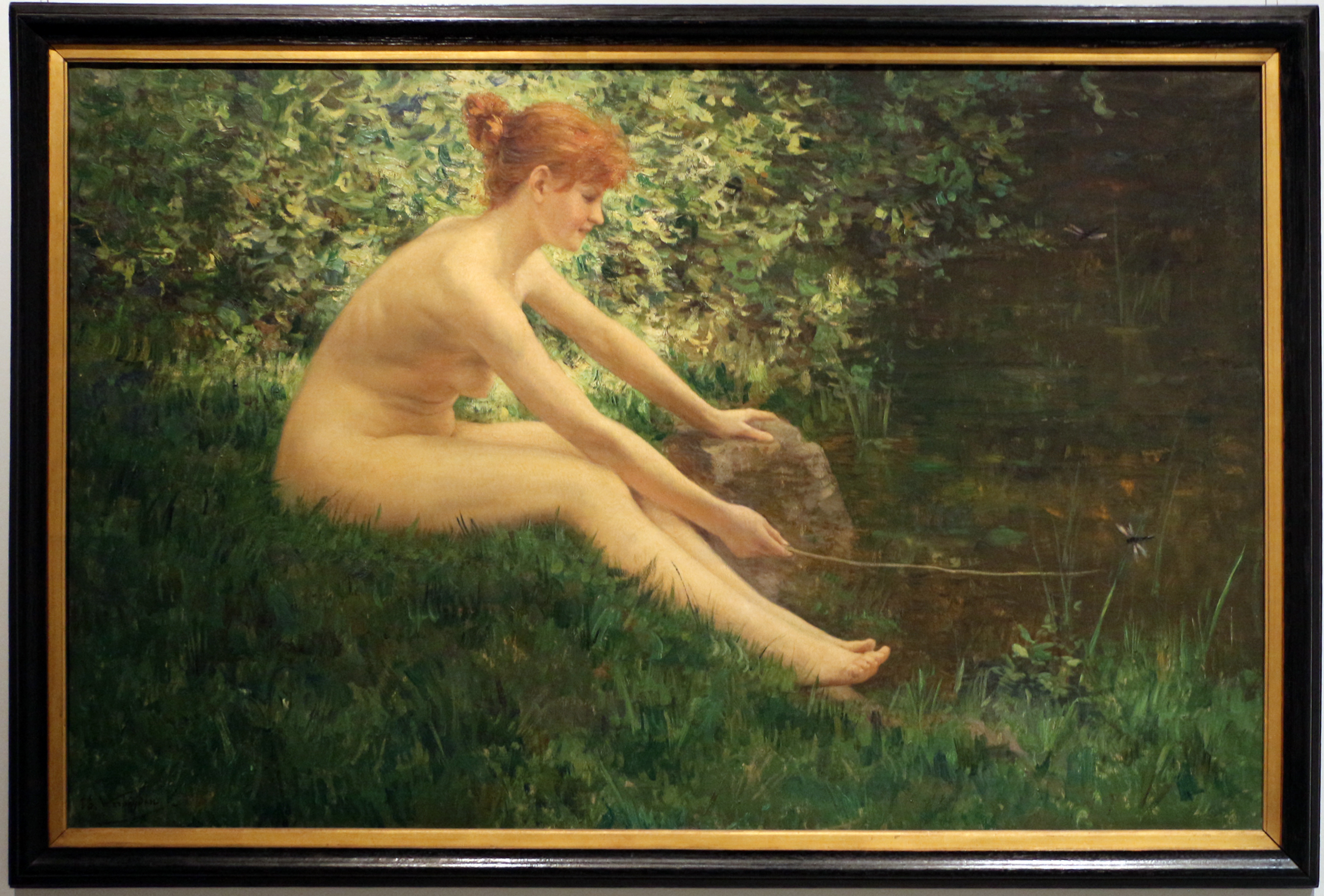
La libellula